# Крамп (Тенеси)
Крамп (енгл. Crump) град је у америчкој савезној држави Тенеси.

## Демографија
По попису из 2010. године број становника је 1.428, што је 93 (-6,1%) становника мање него 2000. године.
| Група             | 2000.         | 2010.         |
| Белци             | 1.479 (97,2%) | 1.363 (95,4%) |
| Афроамериканци    | 3 (0,2%)      | 12 (0,8%)     |
| Азијати           | 3 (0,2%)      | 8 (0,6%)      |
| Хиспаноамериканци | 14 (0,9%)     | 17 (1,2%)     |
| Укупно            | 1.521         | 1.428         |